# Sijamska mačka
Sijamska mačka je vrlo stara pasmina domaće mačke, prepoznatljiva po karakterističnoj svijetloj jednobojnoj dlaci s tamnijim obilježjima u boji (pointed).

## Porijeklo
Sijamska mačka porijeklom je iz područja Sijama, današnjeg Tajlanda.
Ova je pasmina bila štovana u hramovima budističkih svećenika, a bila je prisutna i na dvoru sijamskog kralja.
Pretpostavlja se da je nastala prije više od 500 godina, u Europu je stigla u drugoj polovini 19. stoljeća. 
Sijamska mačka je prva orijentalna pasmina koja je još od početka 20. stoljeća postala vrlo popularna, kako u Europi tako i u Americi. 

## Karakteristike
Sijamske mačke imaju specifičnu jednobojnu dlaku s tamnije obilježenim nogama, repom i glavom.
Imaju vrlo elegantno tijelo na tankim, visokim nogama, i duguljastu glavu.
U novije doba se razvijaju u smjeru ekstremnog naglašavanja izduženosti tijela i nogu te povećavanja očiju i ušiju. 
Time se uvelike razlikuju od ranih primjeraka sijamske mačke, koje se nazivaju tradicionalni tip.
Škiljavost koja se u prošlosti smatrala uobičajenom karakteristikom, danas se smatra nedostatkom.
Sijamske mačke su po naravi aktivne, energične, društvene, znatiželjne, zahtjevne i izuzetno 'pričljive'. Uglavnom imaju dugi životni vijek.

## Tjelesna obilježja
- Tijelo: srednje veličine, dugačko i vitko

- Glava: duguljasta, izdužena prema njuški, s ravnim, dugačkim nosom

- Oči: Velike, ukošene, orijentalnog oblika, duboke plave boje

- Uši: vrlo velike, nastavljaju vanjsku liniju lica

- Rep: dugačak, sužava se prema vrhu, prema vrhu rep čvornat

- Dlaka: kratka i mekana, bez poddlake

- Boje: boja tuljana, čolokadna, plava i ljubičasta u obilježjima.

Prihvaćaju se i neke boje kratkodlakih mačaka, s obilježjima.
Nove boje i tobi (tabby) uzorak prihvaćeni su u novije vrijeme.

## Vanjske poveznice
- Mica Maca on-line magazin Portret sijamske mačke  Arhivirana inačica izvorne stranice od 4. ožujka 2008. (Wayback Machine)
- CFA, Portret sijamske pasmine  Arhivirana inačica izvorne stranice od 1. studenoga 2008. (Wayback Machine)
- TICA Thai, Povijest sijamske pasmine
- TCA, Tradicionalna sijamska mačka